# Corinne Meyer
Corinne Meyer (4 de junio de 1983) es una deportista suiza que compitió en vela en la clase Laser Radial. Ganó una medalla de bronce en el Campeonato Europeo de Laser Radial de 2003.

## Palmarés internacional
| \| Campeonato Europeo \| Campeonato Europeo \| Campeonato Europeo \| Campeonato Europeo \| \| Año \| Lugar \| Medalla \| Clase \| \| ------------------ \| ------------------- \| ------------------ \| ------------------ \| \| 2003 \| Lago Garda (Italia) \| Medalla de bronce \| Laser Radial \| |                     |                   |              |
| Campeonato Europeo |                     |                   |              |
| Año | Lugar               | Medalla           | Clase        |
| 2003 | Lago Garda (Italia) | Medalla de bronce | Laser Radial |